# BND-Gesetz
Das BND-Gesetz (BNDG) vom 20. Dezember 1990 (BGBl. I S. 2954, 2979) regelt Organisation, Aufgaben und Befugnisse des deutschen Auslands-Nachrichtendienstes. Nach § 1 Abs. 1 BNDG ist der Bundesnachrichtendienst (BND) eine Bundesoberbehörde im Geschäftsbereich des Bundeskanzleramtes. Aufgabe des Dienstes ist die Sammlung und Auswertung der zur Gewinnung von Erkenntnissen über das Ausland erforderlichen Informationen (§ 1 Abs. 2 BNDG).
Zur heimlichen Beschaffung von Informationen darf der BND, wenn dies zur Erfüllung seiner Aufgaben erforderlich ist, nachrichtendienstliche Mittel einsetzen (§ 5 Satz 1 BNDG i. V. m. § 8 Abs. 2 BVerfSchG). Soweit der BND im Inland tätig wird, unterliegen seine Maßnahmen den Vorschriften und der Kontrolle nach dem Artikel 10-Gesetz. Das BND-Gesetz wurde im Dezember 2016 umfangreich durch das Gesetz zur Ausland-Ausland-Fernmeldeaufklärung des Bundesnachrichtendienstes novelliert.

## Vorgeschichte
Rechtsgrundlage für die Errichtung des BND war ein Organisationserlass der Bundesregierung. Diese hielt ein formelles Bundesgesetz nicht für notwendig, weil dem BND keine Hoheitsbefugnisse übertragen werden sollten. Erst 1983 wurde mit dem Volkszählungsurteil des Bundesverfassungsgerichts eine gesetzliche Grundlage als erforderlich erachtet. Es dauerte jedoch noch bis Ende 1990, bis das BND-Gesetz verabschiedet wurde.

## Urteil des Bundesverfassungsgerichtes vom 19.Mai 2020
Gegen Teile des Gesetzes erhoben im Januar 2018 mehrere Beschwerdeführer, unterstützt durch zivilgesellschaftliche Organisationen – die Gesellschaft für Freiheitsrechte, der Deutsche Journalisten-Verband, die Deutsche Journalistinnen- und Journalisten-Union, das Journalisten-Netzwerk n-ost, Netzwerk Recherche und Reporter ohne Grenzen –, Verfassungsbeschwerde vor dem Bundesverfassungsgericht. Sie wandten sich gegen die „anlasslose“ Massenüberwachung, bei der der BND zur strategischen Fernmeldeaufklärung im Ausland Datenströme ohne konkreten Anlass durchforstet. Die Daten werden zum Teil an ausländische Dienste weitergegeben.
Am 14. und 15. Januar 2020 fand eine mündliche Verhandlung statt. Am 19. Mai 2020 erklärte das Bundesverfassungsgericht Teile des BND-Gesetzes für verfassungswidrig, da es gegen das Fernmeldegeheimnis des Artikels 10 (Art. 10 Abs. 1) und gegen die Pressefreiheit des Artikels 5 (Art. 5 Abs. 1 Satz 2 GG) des Grundgesetzes verstoße. Zudem werde das Zitiergebot nach Artikel 19 GG (Art. 19 Abs. 1 S. 2) verletzt. Bis zum Ablauf des Jahres 2021 musste der Gesetzgeber das Gesetz verfassungskonform ändern. Bis dahin galt es weiter.
Ende September 2020 gab das Bundeskanzleramt den Referentenentwurf zur Änderung des BND-Gesetzes in die Ressortabstimmung. Der Deutsche Bundestag beschloss eine Änderung des BND-Gesetzes, die am 19. April 2021 vom Bundespräsidenten ausgefertigt und zwei Tage später im Bundesgesetzblatt verkündet wurde.